# Quinlan (Oklahoma)
Quinlan est une census-designated place du comté de Woodward, dans l'État d'Oklahoma, aux États-Unis. En 2020, elle compte une population de 28 habitants.